# Millicent Todd Bingham
Millicent Todd Bingham, née le 5 février 1880 à Washington (États-Unis) et morte le 1er décembre 1968, est une géographe américaine et la première femme à recevoir un doctorat en géologie et géographie à l'université d'Harvard. Elle est également une grande experte de la poétesse Emily Dickinson,.

## Biographie
Millicent Todd naît le 5 février 1880 à Washington, elle est la fille unique de l'astronome David Peck Todd et de l'écrivaine et éditrice Mabel Loomis Todd.
Millicent Todd est scolarisée à l'école de Mrs Stearns à Amherst dans le Massachusetts et à celle de Miss Hersey à Boston avant de commencer ses études universitaires au Vassar College à Poughkeepsie (New York) où elle obtient un Bachelor of Arts en 1902. Pendant une courte période, elle devient professeure de français, d'abord à Vassar (1902-1904) puis au Wellesley College (1906-1907). Au cours de ses années de voyages avec sa famille, elle étudie à la Sorbonne, à Paris (1905-1906) et à l'Université de Berlin (1909-1910).
Après son retour dans le Massachusetts, elle obtient en 1917 une maîtrise en géographie au Radcliffe College à Cambridge (Massachusetts) et suit les cours de Raoul Blanchard, professeur de géographie à l'université de Grenoble, invité à Harvard cette année-là. Elle repart en Europe la même année pour se joindre aux efforts de secours de guerre. Elle travaille dans un hôpital et dans le cadre de l'US Army Education Corps, elle enseigne à l'Université de Grenoble la géographie de la France aux soldats américains ,.
Elle épouse le psychologue Walter Van Dyke Bingham (1880-1952) le 4 décembre 1920 et obtient son doctorat à l'Université Harvard en 1923. Elle devient ainsi la première femme à Harvard à obtenir un doctorat en géologie et en géographie.

### La géographe
L'intérêt précoce de Millicent Bingham pour la géographie a été encouragé par son père, professeur d'astronomie à l'Amherst College, connu sous le nom de « chasseur d'éclipses », une passion qui l'a emmené à travers le monde. Jeune femme, elle l'a accompagné dans des expéditions astronomiques vers des terres exotiques : elle a voyagé aux Indes néerlandaises (1901), à Tripoli (1905), au Chili et au Pérou (1907) et à Kiev, en Ukraine (1914). Sa thèse de doctorat se base notamment sur ses souvenirs de la géographie accidentée du Pérou.

### La spécialiste de Dickinson

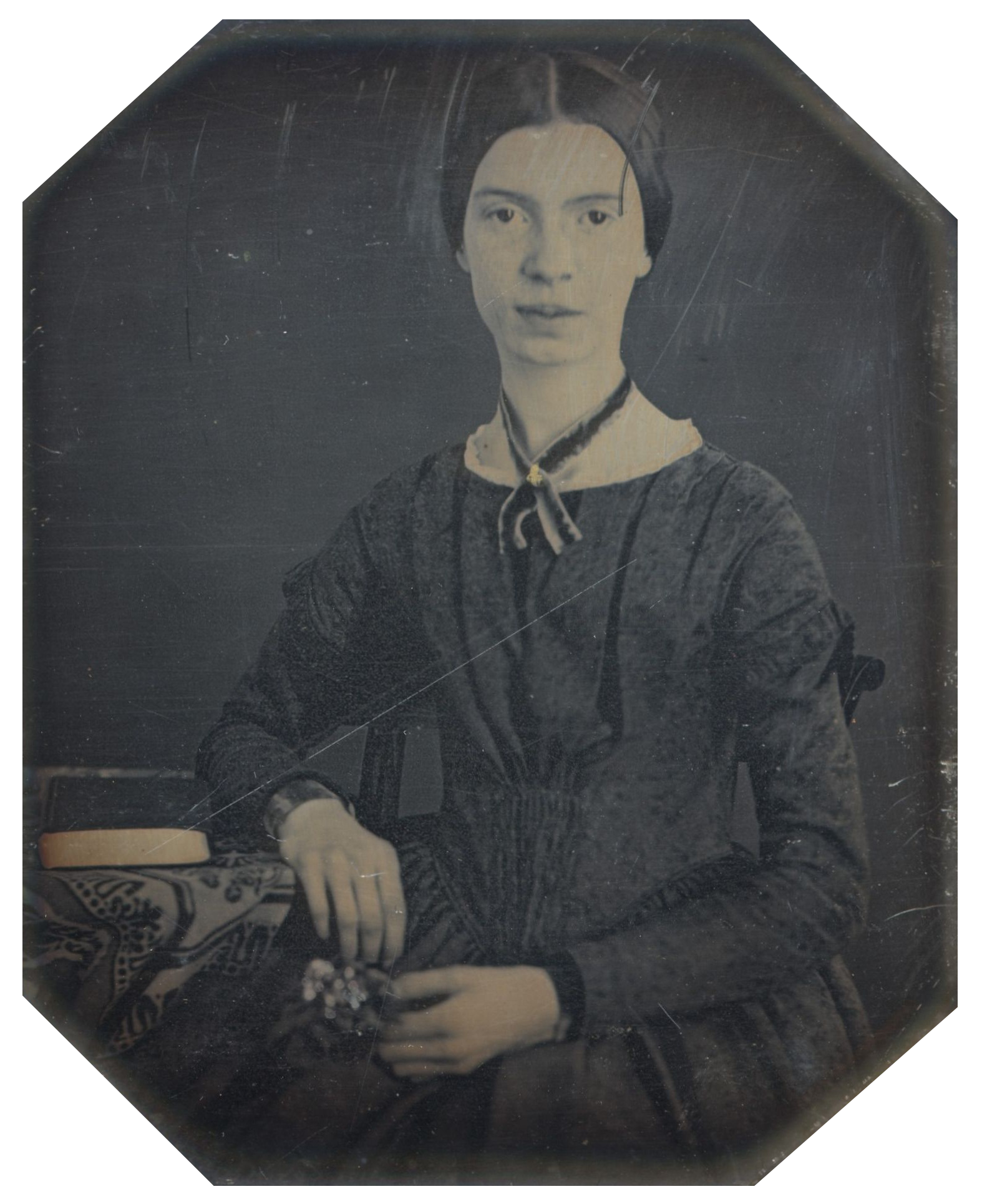
Daguerrotype d'Emily Dickinson, v. début 1847. Il est actuellement situé dans les archives et les collections spéciales du Collège Amherst.

En 1931, après le retour de Millicent Bingham d'un congrès géographique international à Paris, sa mère lui révèle qu'elle est en possession d'un coffre chinois en bois de camphrier contenant plus de 600 poèmes et lettres inédits écrits par la recluse Emily Dickinson,. À cette époque, sa mère, Mabel Loomis Todd, avait collaboré avec Thomas Wentworth Higginson pour éditer et publier de nombreuses œuvres de Dickenson après la mort de la poétesse en 1886 (du vivant de Dickinson, seulement une douzaine de poèmes et de lettres ont été publiés). Cependant, pendant plus de 30 ans, Mabel Loomis Todd avait été empêchée (en raison de ses relations complexes avec les membres de la famille Dickinson) de publier les nombreux documents du coffre.
En 1931, Mabel Loomis Todd demande à Millicent de l'aider à publier les poèmes et les lettres restants, mais elle décède peu de temps après, en 1932. Selon les archives de Yale, après la mort de sa mère, à contrecœur Millicent Bingham « a abandonné sa carrière de géographe pour commencer ce qui est devenu une croisade personnelle pour publier les manuscrits d'Emily Dickinson et pour renforcer la réputation de Mabel Loomis Todd comme étant la personne responsable d'avoir amené la poésie d'Emily Dickinson à l'attention du public ».
À la suite de ses recherches, de son travail éditorial et de ses efforts de publication, Millicent Bingham devient l'autrice de trois livres de poèmes et de documents connexes de Dickinson. Une volumineuse collection d'articles de Millicent Bingham est hébergée à l'Université de Yale. 

### L'écologiste
De sa mère, Bingham hérite de deux propriétés dont elle a fait don pour un usage public. Elle légue en 1960 à l'Amherst College une zone boisée de 87 acres, nommée « forêt Mabel Loomis Todd », située sur le mont Orient à Pelham, Massachusetts. Sa mère avait acheté le terrain en 1909 dans l'espoir de « le préserver de l'exploitation commerciale »,.
Le plus grand cadeau concerne la retraite de la famille Todd sur l'île Hog à Muscongus Bay, dans le Maine. Bingham offre la propriété à la Société nationale Audubon, qui en fera une réserve perpétuelle en 1960 sous le nom de Todd Wildlife Sanctuary. 

### Fin de sa vie
En 1952 Bingham reçoit des diplômes honorifiques du Dickinson College et du Amherst College en 1957.

En 1959, réfléchissant aux diverses directions que sa carrière avait prises, Bingham écrit ce qui suit dans le Radcliffe Quarterly :
Au cours d'un travail d'un quart de siècle et plus, j'ai découvert un fait suprême, à savoir qu'en renonçant à mon étude de la merveille et du mystère de la création, le mystère n'a pas disparu. Emily Dickinson reste. L'émerveillement tel que révélé dans la terre, la mer et le ciel n'est pas aussi éloigné de la vie d'une femme dans un village de la Nouvelle-Angleterre qu'il n'y paraît.
Bingham est décédée à Washington, le 1er décembre 1968, à l'âge de 88 ans. Elle est enterrée au cimetière national d'Arlington en Virginie à côté de son mari, vétéran de la Première Guerre mondiale,.

## Œuvres
- Peru: A Land of Contrasts,Little, Brown and compagnie, 1914.
- Raoul Blanchard et Millicent Todd Bingham (traducteur), Géographie de la France, Rand McNally, 1919.
- Solar eclipse photography, in Popular Astronomy 31 (1923) : 631.
- Paul Vidal de La Blache, Emmanuel de Martonne et Millicent Todd Bingham (traducteur), Principes de géographie humaine, 1926.
- Mabel Loomis Todd, Her Contributions to the Town of Amherst, Priv. imprimer., George Grady Press, 1935.
- Mabel Loomis Todd et Millicent Todd Bingham, Bolts of Melody : Nouveaux poèmes d'Emily Dickinson, New York : Harper & Brothers, 1945.
- Millicent Todd Bingham et Emily Dickinson, Poems of Emily Dickinson: Hitherto Published Only in Part, in New England Quarterly (1947) : 3-50.
- Miami: A Study in Urban Geography in Tequesta 9 (1948) : 73-107.
- Emily Dickinson's Handwriting—A Master Key, in New England Quarterly (1949) : 229-234.
- Beyond psychology, Homo sapiens auduboniensis: A tribute to Walter Van Dyke Bingham (1953) : 5-29.
- Prose Fragments of Emily Dickinson, in New England Quarterly (1955) : 291-318.
- Emily Dickinson's Home: The Early Years as Revealed in Family Correspondence and Reminiscences, New York, Douvres, 1955.
- Key West à l'été 1864, in The Florida Historical Quarterly 43,3 (1965) : 262-265.
- Ancestors' Brocades: The Literary Discovery of Emily Dickinson, the Editing and Publication of Her Letters and Poems, Vol. 1 773, New York: Dover Publications, 1967.